# Cornel
Cornel ist ein männlicher Vorname, der vereinzelt auch als Familienname auftritt.

## Herkunft, Verbreitung
Cornel ist eine Variante von Cornelius, die insbesondere im rätoromanischen Sprachraum der Schweiz und in Rumänien verwendet wird. Eine weitere rumänische Variante ist Corneliu.

## Namensträger

### Vorname
- Cornel Borbély (* 1978), Schweizer Rechtsanwalt, von Dezember 2014 bis Mai 2017 Vorsitzender der Untersuchungskammer der FIFA-Ethikkommission
- Cornel Chiriac (1942–1975), rumänischer Radiodiscjockey
- Cornel Cimpan (* 1971), US-amerikanischer Pokerspieler
- Cornel Damian (* 1960), rumänischer Weihbischof
- Cornel Diederichs (1930–2025), Journalist und Schriftsteller
- Cornel Dinu (* 1948), rumänischer Fußballspieler und -trainer
- Cornel Frey (* 1977), Schweizer Opernsänger (Buffo-Tenor)
- Cornel Fugaru (1940–2011), rumänischer Sänger, Musiker und Komponist
- Cornel Lucas (1920–2012), britischer Fotograf
- Cornel Oțelea (1940–2025), rumänischer Handballspieler, Trainer und Sportfunktionär
- Cornel Pavlovici (1942–2013), rumänischer Fußballspieler
- Cornel Popa (1935–1999), rumänischer Fußballspieler und -trainer
- Cornel Râpă (* 1990), rumänischer Fußballspieler
- Cornel Schäfer (* 1982), deutscher Filmproduzent
- Cornel Schmitt (1874–1958), deutscher Pädagoge und Komponist
- Cornel Țălnar (* 1957), rumänischer Fußballspieler und -trainer
- Cornel Țăranu (1934–2023), rumänischer Komponist und Dirigent
- Cornel Wachter (* 1961), deutscher Bildhauer und Maler
- Cornel West (* 1953), US-amerikanischer Intellektueller
- Cornel Wilde (1912–1989), US-amerikanischer Schauspieler und Filmregisseur
- Cornel Windlin (* 1964), Schweizer Grafikdesigner
- Cornel Züger (* 1981), Schweizer Skiläufer

### Familienname
- Eric Cornel (* 1996), kanadischer Eishockeyspieler
- Heinz Cornel (* 1953), deutscher Kriminologe